# فرودگاه دیمبوکرو
فرودگاه دیمبوکرو (به انگلیسی: Dimbokro Airport) یک فرودگاه با کد یاتا DIM است . این فرودگاه در کشور ساحل عاج قرار دارد .